# Canela (Brazília)
Canela egy község (município) Brazília Rio Grande do Sul államában, a Gaúcho-hegység úgynevezett Hortenzia-vidékén (Região das Hortênsias). A szomszédos Gramadoval együtt népszerű turisztikai célpont és üdülőhely. Területén számos természeti látványosság van, például a Caracol-vízesés, az ország második leglátogatottabb vízesése.

## Története
Nevének jelentése fahéj, és az itt elhelyezkedő dél-amerikai fahéjfa (Cinnamomum stenophyllum) példányról kapta nevét, amelyet tájékozódási és találkozópontként használtak a kupecek és kereskedők (ez a fa ma is létezik a városközpontban). A hely első birtokosa Joaquim da Silva Esteves volt, aki 1821-ben a portugál koronától kapta meg az úgynevezett Campestre Canella területét. A területet korábban kaingang indiánok lakták, azonban a 18–19. században a brazil kormány parancsára elüldözték vagy megölték őket, hogy előkészítsék a helyet a fehér európai gyarmatosítóknak.
Canela alapítójának João Ferreira Corrêa da Silva ezredes tekinthető, aki 1913-tól kezdődően fűrészmalmokat, utakat, vasutat építtetett. Megalakult az erdőkitermeléssel foglalkozó Companhia Florestal Riograndense, melynek első igazgatója Helmut Schmitt volt. A Canela–Taquara vasút 1924-ben készült el. 1926-ban Canelát Taquara község kerületének nyilvánították; 1944-ben függetlenedett, és 1945-ben községgé alakult; első polgármestere Nelson Schneider volt. A bevándorlók nagy részét németek alkották, és a község ma is őrzi német jellegét és kultúráját.

## Leírása
A község a Gaúcho-hegység lejtőin helyezkedik el, 124 kilométerre Porto Alegretől. A város tengerszint feletti magassága 837 méter; ennek és az Egyenlítőtől való távolságának köszönhetően éghajlata mérsékelt óceáni, négy évszakkal és sok csapadékkal, télen havazással. Természeti szépségeinek, turisztikai látványosságainak, gasztronómiájának köszönhetően igen népszerű üdülőhely, akárcsak a szomszédos Gramado. Területe magába foglalja a Caracol Állami Parkot (Parque Estadual do Caracol), ahol megtekinthető a Caracol-vízesés. Maga a város egyik látványossága a Lourdes-i Szűz Máriának szentelt gótikus stílusú katolikus templom.
A községen áthalad a Rota Romântica, a túlnyomórészt német jellegű községeket összekötő tematikus turistaút.

## Képek

Az 1910-es években épült ház
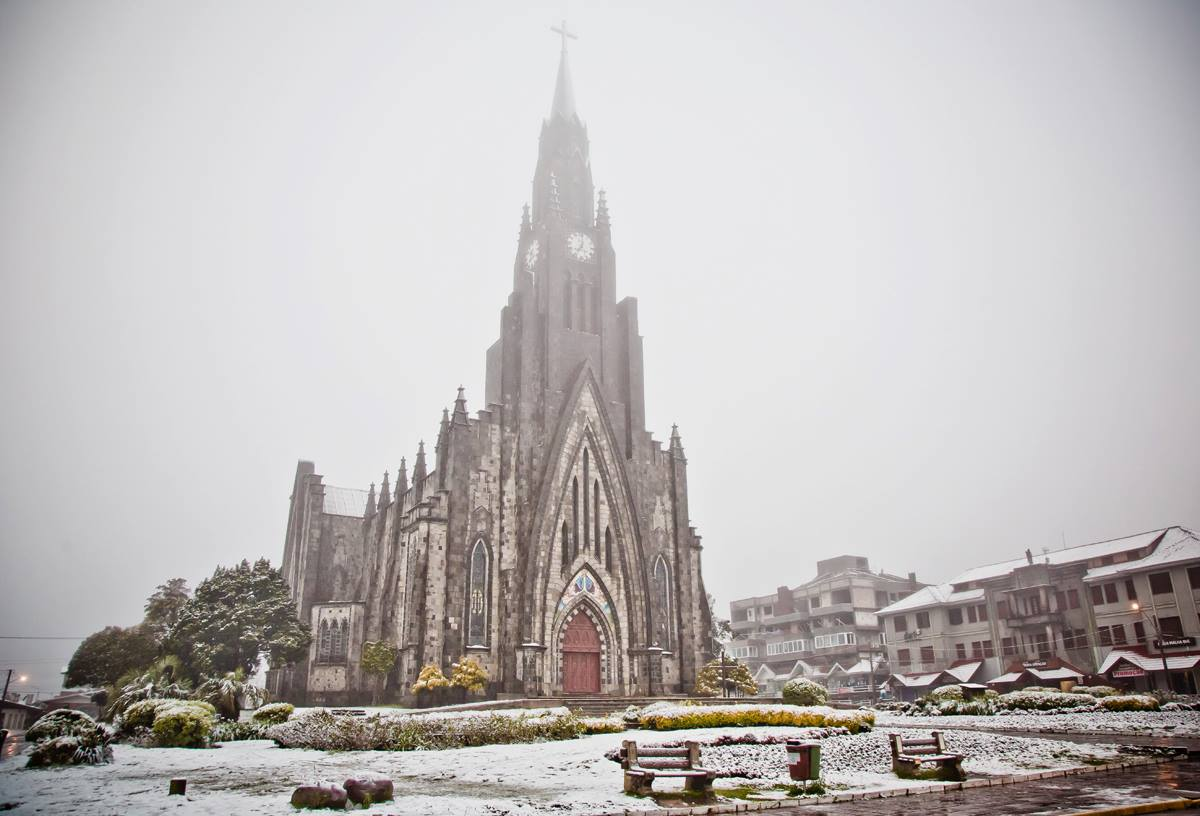
Augusztusi havazás
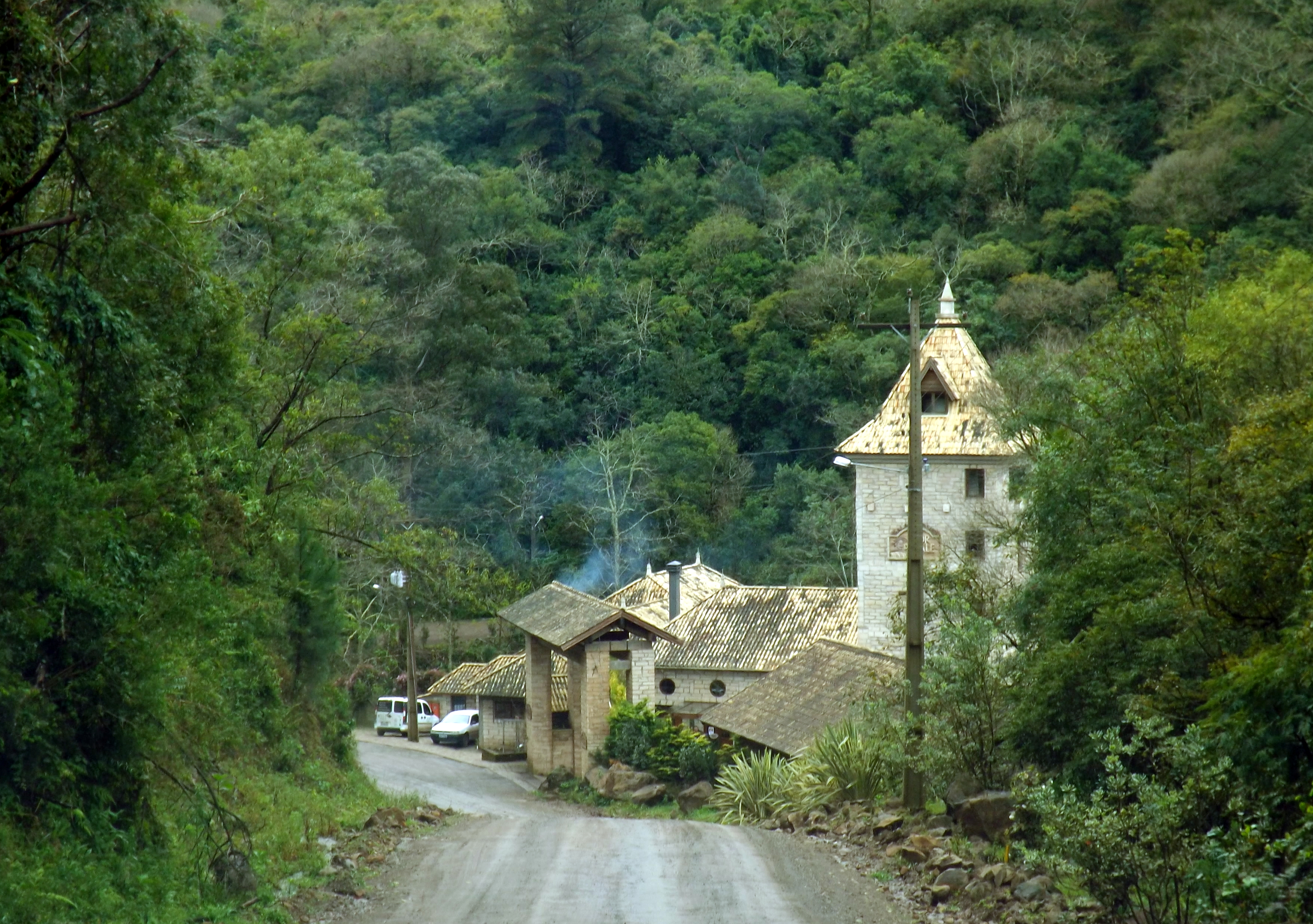
Vidéki táj a községben
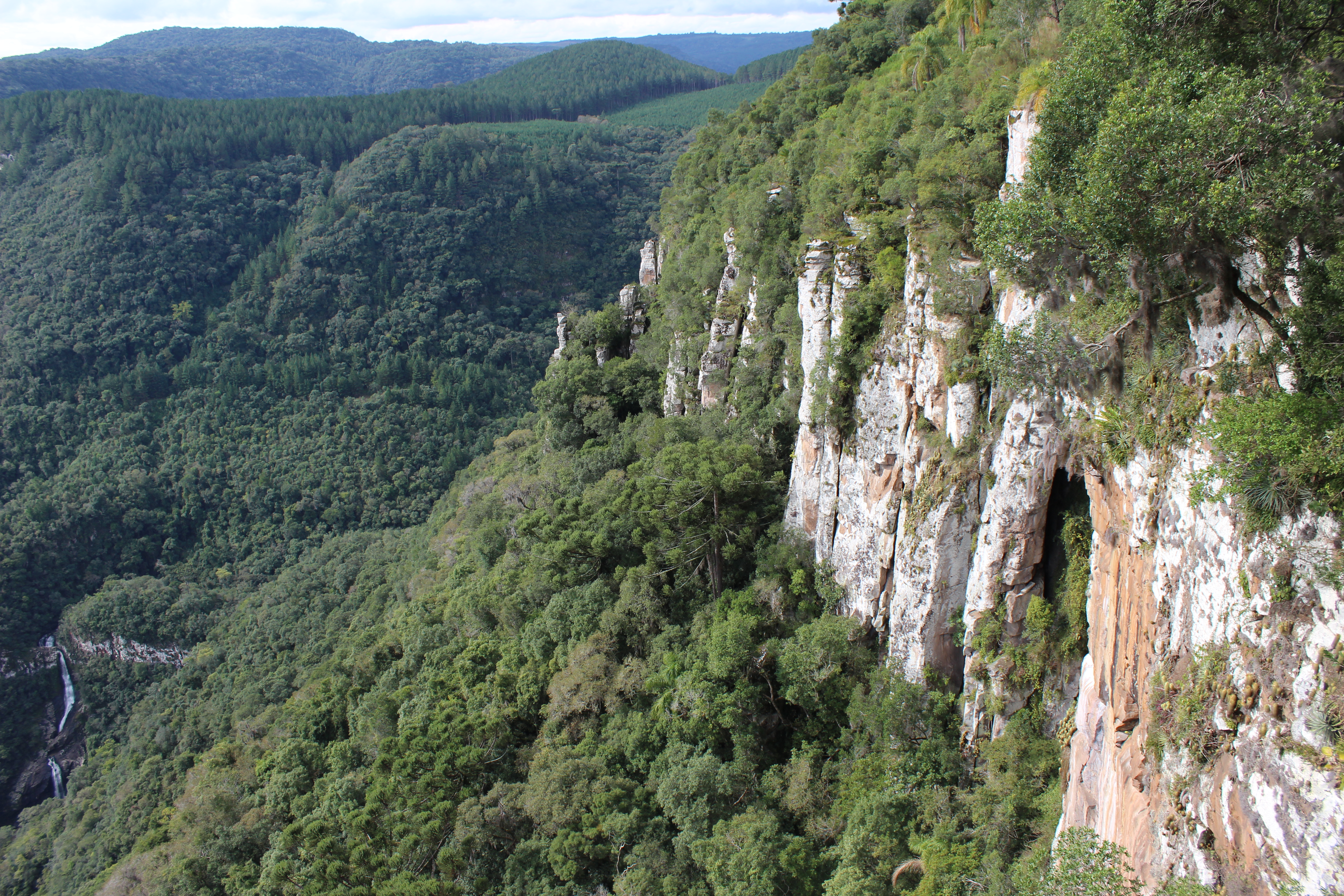
A Ferradura-kanyon
A Caracol-vízesés